# Tiilikkajärvi Nationalpark
Tiilikkajärvi Nationalpark (finsk: Tiilikkajärven kansallispuisto) er en nationalpark i det nordlige Norra Savolax og Kainuu-landskaberne i Finland. Den blev etableret i 1982 og har et areal på 34 km²
Sydlige og nordlige naturtræk blandes her, og danner en randzone af skov- og sumptyper.
Tiilikkajärvi-søen er en ufrugtbar 400 hektar stor sø med strande rundt omkring, delt i midten af en fra nord kommende halvø.

## Fauna
Nordlige fuglearter som kvækerfinker og pileværling, er almindelige i parkens skove. Den mest almindelige fugleart ved moserne er den gule vipstjert. Den småspove yngler også i moserne. Den ufrugtbare Tiilikkajärvi-sø er beboet af den sortstrupede lom og dens strande af den lille præstekrave. Andre arter i området inkluderer sildemåge, tjur, dalrype, sædgæs, hjejle og den lavskrige. I sommeren 1993 ynglede krognæb i området. Der bor bævere i de nærliggende floder.